# Liste des régions NUTS de Belgique
Cet article présente les divisions de la Belgique définies par la nomenclature des unités territoriales statistiques.
La nomenclature des unités territoriales statistiques (NUTS) est un code géographique standard permettant de faire référence de manière statistiques aux subdivisions des pays d'Europe, développé et régulé par l'Union européenne.

## Généralités

### NUTS
Le code NUTS pour la Belgique est BE ; la hiérachie y comprend trois niveaux. Le tableau ci-dessous les recense, ainsi que leur correspondance au niveau de l'organisation territoriale du pays.
| Niveau | Subdivisions                             | Nombre      |
| ------ | ---------------------------------------- | ----------- |
| NUTS 1 | Régions fédérées                         | 3           |
| NUTS 2 | Provinces + Bruxelles-Capitale           | 11 (10 + 1) |
| NUTS 3 | Arrondissements + communes germanophones | 44 (43 + 1) |

### Unités administratives locales
En dessous des NUTS, la Belgique est divisée en deux niveaux d'unités administratives locales (UAL) :
| Niveau | Subdivisions         | Nombre |
| ------ | -------------------- | ------ |
| UAL 1  | (identique à NUTS 3) | 44     |
| UAL 2  | Communes             | 589    |

## Liste
Le tableau suivant recense la nomenclature NUTS définie pour la Belgique. Les noms indiqués sont ceux donnés par Eurostat, qui peuvent être en néerlandais ou en allemand ; les correspondances françaises sont alors précisées.
| NUTS 1                                                      | NUTS 1 | NUTS 2                                                      | NUTS 2 | NUTS 3                                                                              | NUTS 3 |
| Nom                                                         | Code   | Nom                                                         | Code   | Nom                                                                                 | Code   |
| ----------------------------------------------------------- | ------ | ----------------------------------------------------------- | ------ | ----------------------------------------------------------------------------------- | ------ |
| Région de Bruxelles-Capitale/Brussels Hoofdstedelijk Gewest | BE1    | Région de Bruxelles-Capitale/Brussels Hoofdstedelijk Gewest | BE10   | Arr. de Bruxelles-Capitale/Arr. Brussel-Hoofdstad                                   | BE100  |
| Vlaams Gewest (Région flamande)                             | BE2    | Prov. Antwerpen (Anvers)                                    | BE21   | Arr. Antwerpen (Anvers)                                                             | BE211  |
| Vlaams Gewest (Région flamande)                             | BE2    | Prov. Antwerpen (Anvers)                                    | BE21   | Arr. Mechelen (Malines)                                                             | BE212  |
| Vlaams Gewest (Région flamande)                             | BE2    | Prov. Antwerpen (Anvers)                                    | BE21   | Arr. Turnhout                                                                       | BE213  |
| Vlaams Gewest (Région flamande)                             | BE2    | Prov. Limburg (BE) (Limbourg)                               | BE22   | Arr. Tongeren (Tongres)                                                             | BE223  |
| Vlaams Gewest (Région flamande)                             | BE2    | Prov. Limburg (BE) (Limbourg)                               | BE22   | Arr. Hasselt                                                                        | BE224  |
| Vlaams Gewest (Région flamande)                             | BE2    | Prov. Limburg (BE) (Limbourg)                               | BE22   | Arr. Maaseik                                                                        | BE225  |
| Vlaams Gewest (Région flamande)                             | BE2    | Prov. Oost-Vlaanderen (Flandre-Orientale)                   | BE23   | Arr. Aalst (Alost)                                                                  | BE231  |
| Vlaams Gewest (Région flamande)                             | BE2    | Prov. Oost-Vlaanderen (Flandre-Orientale)                   | BE23   | Arr. Dendermonde (Termonde)                                                         | BE232  |
| Vlaams Gewest (Région flamande)                             | BE2    | Prov. Oost-Vlaanderen (Flandre-Orientale)                   | BE23   | Arr. Eeklo                                                                          | BE233  |
| Vlaams Gewest (Région flamande)                             | BE2    | Prov. Oost-Vlaanderen (Flandre-Orientale)                   | BE23   | Arr. Gent (Gand)                                                                    | BE234  |
| Vlaams Gewest (Région flamande)                             | BE2    | Prov. Oost-Vlaanderen (Flandre-Orientale)                   | BE23   | Arr. Oudenaarde (Audenarde)                                                         | BE235  |
| Vlaams Gewest (Région flamande)                             | BE2    | Prov. Oost-Vlaanderen (Flandre-Orientale)                   | BE23   | Arr. Sint-Niklaas (Saint-Nicolas)                                                   | BE236  |
| Vlaams Gewest (Région flamande)                             | BE2    | Prov. Vlaams-Brabant (Brabant flamand)                      | BE24   | Arr. Halle-Vilvoorde (Hal-Vilvorde)                                                 | BE241  |
| Vlaams Gewest (Région flamande)                             | BE2    | Prov. Vlaams-Brabant (Brabant flamand)                      | BE24   | Arr. Leuven (Louvain)                                                               | BE242  |
| Vlaams Gewest (Région flamande)                             | BE2    | Prov. West-Vlaanderen (Flandre-Occidentale)                 | BE25   | Arr. Brugge (Bruges)                                                                | BE251  |
| Vlaams Gewest (Région flamande)                             | BE2    | Prov. West-Vlaanderen (Flandre-Occidentale)                 | BE25   | Arr. Diksmuide (Dixmude)                                                            | BE252  |
| Vlaams Gewest (Région flamande)                             | BE2    | Prov. West-Vlaanderen (Flandre-Occidentale)                 | BE25   | Arr. Ieper (Ypres)                                                                  | BE253  |
| Vlaams Gewest (Région flamande)                             | BE2    | Prov. West-Vlaanderen (Flandre-Occidentale)                 | BE25   | Arrondissement de Arr. Kortrijk (Courtrai)                                          | BE254  |
| Vlaams Gewest (Région flamande)                             | BE2    | Prov. West-Vlaanderen (Flandre-Occidentale)                 | BE25   | Arr. Oostende (Ostende)                                                             | BE255  |
| Vlaams Gewest (Région flamande)                             | BE2    | Prov. West-Vlaanderen (Flandre-Occidentale)                 | BE25   | Arr. Roeselare (Roulers)                                                            | BE256  |
| Vlaams Gewest (Région flamande)                             | BE2    | Prov. West-Vlaanderen (Flandre-Occidentale)                 | BE25   | Arr. Tielt                                                                          | BE257  |
| Vlaams Gewest (Région flamande)                             | BE2    | Prov. West-Vlaanderen (Flandre-Occidentale)                 | BE25   | Arr. Veurne (Furnes)                                                                | BE258  |
| Région wallonne                                             | BE3    | Prov. Brabant wallon                                        | BE31   | Arr. Nivelles                                                                       | BE310  |
| Région wallonne                                             | BE3    | Prov. Hainaut                                               | BE32   | Arr. Mons                                                                           | BE323  |
| Région wallonne                                             | BE3    | Prov. Hainaut                                               | BE32   | Arr. Tournai-Mouscron                                                               | BE328  |
| Région wallonne                                             | BE3    | Prov. Hainaut                                               | BE32   | Arr. La Louvière                                                                    | BE329  |
| Région wallonne                                             | BE3    | Prov. Hainaut                                               | BE32   | Arr. Ath                                                                            | BE32A  |
| Région wallonne                                             | BE3    | Prov. Hainaut                                               | BE32   | Arr. Charleroi                                                                      | BE32B  |
| Région wallonne                                             | BE3    | Prov. Hainaut                                               | BE32   | Arr. Soignies                                                                       | BE32C  |
| Région wallonne                                             | BE3    | Prov. Hainaut                                               | BE32   | Arr. Thuin                                                                          | BE32D  |
| Région wallonne                                             | BE3    | Prov. Liège                                                 | BE33   | Arr. Huy                                                                            | BE331  |
| Région wallonne                                             | BE3    | Prov. Liège                                                 | BE33   | Arr. Liège                                                                          | BE332  |
| Région wallonne                                             | BE3    | Prov. Liège                                                 | BE33   | Arr. Waremme                                                                        | BE334  |
| Région wallonne                                             | BE3    | Prov. Liège                                                 | BE33   | Arr. Verviers - communes francophones                                               | BE335  |
| Région wallonne                                             | BE3    | Prov. Liège                                                 | BE33   | Bezirk Verviers - Deutschsprachige Gemeinschaft (Verviers - communes germanophones) | BE336  |
| Région wallonne                                             | BE3    | Prov. Luxembourg (BE)                                       | BE34   | Arr. Arlon                                                                          | BE341  |
| Région wallonne                                             | BE3    | Prov. Luxembourg (BE)                                       | BE34   | Arr. Bastogne                                                                       | BE342  |
| Région wallonne                                             | BE3    | Prov. Luxembourg (BE)                                       | BE34   | Arr. Marche-en-Famenne                                                              | BE343  |
| Région wallonne                                             | BE3    | Prov. Luxembourg (BE)                                       | BE34   | Arr. Neufchâteau                                                                    | BE344  |
| Région wallonne                                             | BE3    | Prov. Luxembourg (BE)                                       | BE34   | Arr. Virton                                                                         | BE345  |
| Région wallonne                                             | BE3    | Prov. Namur                                                 | BE35   | Arr. Dinant                                                                         | BE351  |
| Région wallonne                                             | BE3    | Prov. Namur                                                 | BE35   | Arr. Namur                                                                          | BE352  |
| Région wallonne                                             | BE3    | Prov. Namur                                                 | BE35   | Arr. Philippeville                                                                  | BE353  |

### Historique
Dans la version du code géographique de 2003, l'arrondissement de Verviers formait une seule unité codée BE333.